# Наслеђе једне даме
Наслеђе једне даме (тур. Hanımın çiftliği) је турска телевизијска серија, снимана од 2009. до 2011.
У Србији је емитована 2011. и 2012. на телевизији Пинк.

## Синопсис
Ово је прича о побуни, о сновима сиромашних, љубави и нади која никада не умире.
Прича почиње 1950. године, у време када су се приближавали избори, а узбуђење се осећало у ваздуху. Док су се Републиканци и Демократе надигравали сваким даном, град Адана на северу Турске са својим плодним пољима и бескрајним пространствима памука пружао је наду хиљадама сиромашних људи који се борили да преживе.
Ђулу и Кемал су били један од тих парова. Надали су се бољем животу, и дану када ће се венчати и засновати породицу. Међутим, то је било крајње неизводљиво, јер је Кемал био обичан радник. Будући да је била малолетна, Ђулу није могла одлучује у своје име, па није ни могла да се уда за Кемала, бар док не напуни 18 година.
Џемшир, Ђулуин отац је желео да прода рођену ћерку, као и претходне три, и извуче од тога корист. Идеалну прилику за то је видео тако што ће рођену ћерку удати за Рамазана Залоглуа, сестрића угледног земљопоседника Музафера Динчаслана.
Ђулу се изричито противила удаји за Рамазана, говорећи да је заљубљена у Кемала. Отац и брат су је убијали од батина, не би ли она пристала на удају, међутим, она није пристајала. 
Једног дана, не би ли спасио Ђулу од батина оца и брата, Кемал упада у њихову кућу и сукобљава се са Хамзом, Ђулуиним братом. Из тог сукоба Хамза излази рањен, а Кемал одлази у затвор осуђен на две године. Очајна Ђулу се и даље опире ономе што су јој отац и брат наметнули, али безуспешно. 
Ђулуина мајка, Зехра, одлази једног дана Кемалу у посету и моли га да остави Ђулу, јер ће је брат и отац у супротном убити. Забринут за Ђулуино стање, Кемал оставља Ђулу. Разочарана Ђулу пристаје да се уда за Рамазана и одлази са њим на имање Рамазановог ујака, Музафера. 
Међутим, Ђулу временом стиче наклоност господина Музафера, што се неће допасти његовој сестри, Халиде. Она убеђује Рамазана да одведе Ђулу у Истанбул, и тамо почну да живе, далеко од Музафера, јер је убеђена да Музафер може преотети Рамазану вереницу.
Рамазан је послуша, али је ипак одводи у породичну викендицу недалеко од имања, је није могао да заобиђе полицију на прелазу. Музафер сазнаје за Ђулуину отмицу, па одлази у викендицу са намером да је спаси. Међутим, Халиде је реаговала на време, те је Рамазан одвео Ђулу у планине. Након што је схватио да га Ђулу не воли, Рамазан је вратио на имање. Због тога што је отео Ђулу, Музафер га је избацио са имања.
Временом, Ђулу и Музафер се зближавају. Музафер је у њој видео своју покојну жену, Бехије, која невероватно личи на Ђулу. Након смрти своје жене је био веома несрећан, јер је сматрао себе кривим за њену смрт.
На дан венчања Ђулу и Музафера, Кемал излази из затвора и одлази на венчање. Иако га је видела на слављу, Ђулу ипак одлучује да се уда за Музафера, што Кемала баца у очајање. Он одлучује да се на имање убаци као шофер, не би ли убедио Ђулу да побегну заједно. Ђулу је шокирана сазнањем да је Кемал нови шофер, па га вређа и омаловажава, не би ли га отерала са имања.
Видевши да је Ђулу постала друга жена, коју једино занима новац, моћ и богатство, одлучује да заведе Халиде, преко ње постане богат и на тај начин освоји Ђулу.
Тако ће се Ђулу наћи на искушењу - остати са Музафером у браку, у кога се полако заљубљује,  задржати моћ и богатство, или отићи са Кемалом, некадашњом љубављу и вратити се у сиромаштво.

## Улоге
| Глумац              | Улога                       | Епизода |
| ------------------- | --------------------------- | ------- |
| Озгу Намал          | Ђулу Огутчу Серап Динчаслан | 1-70    |
| Џанер Џиндорук      | Кемал Шахин                 | 1-70    |
| Ебру Озкан          | Халиде Динчаслан Шахин      | 1-70    |
| Фикрет Кушкан       | Орхан                       | 34-60   |
| Мехмер Чевик        | Џемшир Огутчу               | 1-70    |
| Зухал Генчер Еркаја | Зехра Огутчу                | 1-70    |
| Еврим Солмаз        | Ђулизар                     | 1-70    |
| Мехмет Аслантуг     | Музафер Динчаслан           | 1-24    |
| Хакан Бојав         | Решит                       | 1-70    |
| Џан Колукиса        | Јасин-ага                   | 1-70    |
| Али Душенкалкар     | Кабак Хафиз                 | 1-70    |
| Тугче Ерсој         | Пакизе                      | 1-70    |
| Неџип Мемили        | Рамазан Залоглу             | 1-70    |
| Хаки Бичиџи         | Хамза Огутчу                | 1-51    |
| Бариш Чакмак        | Селим                       | 15-70   |
| Гозде Кансу         | Сехер Челикер               | 35-70   |
| Тајфун Сав          | Пашазаде                    | 1-40    |
| Исик Арас           | Сејаре                      | 1-70    |
| Гузин Чораган       | Мерјем                      | 1-70    |
| Имер Озгун          | Фатум                       | 1-70    |
| Назан Ајас          | Хаџер                       | 1-70    |
| Тургут Бахир        | Мухсин                      | 1-70    |
| Кадир Оздал         | Јилмаз                      | 2-70    |
| Махир Гунширај      | Екрем Челикер               | 45-68   |
| Макбуле Мејзиноглу  | Ренан                       | 1-34    |